# فران بيليبيتش
فران بيليبيتش (بالكرواتية: Fran Pilepić) مواليد 5 مايو 1989 في رييكا، جمهورية كرواتيا الاشتراكية، هو لاعب كرة سلة كرواتي. بدأ مسيرته الاحترافية في سنة 2007. يلعب مع بالاكانسترو كانتو في ليغا باسكيت الدرجة الأولى. يحمل الرقم 10. يبلغ طوله 6 قدم 4 بوصة (1.9 م).

## المسيرة الاحترافية
لعب مع بلباو باسكت في الدوري الإسباني من سنة 2012 إلى 2014، ثم لعب مع نادي سيدفيتا لكرة السلة من سنة 2014 إلى 2016، ثم لعب مع بالاكانسترو كانتو في الدوري الإيطالي في سنة 2016.

## روابط خارجية
- فران بيليبيتش على موقع الاتحاد الدولي لكرة السلة (الإنجليزية)
- فران بيليبيتش على موقع الدوري الأوروبي لكرة السلة (الإنجليزية)
- فران بيليبيتش على موقع الدوري الإسباني لكرة السلة (الإسبانية)
- فران بيليبيتش على موقع كرة السلة الأوروبية.كوم (الإنجليزية)
- فران بيليبيتش على موقع ريلجم (الإنجليزية)
- فران بيليبيتش على موقع بروبوليرز (الإنجليزية)
- فران بيليبيتش على موقع سبورتس رفرنس (الإنجليزية)